# Зернятко
«Зернятко» — український часопис, адресований дітям 6 — 10 років. Видається з 1995 року у Львові у Видавництві «Свічадо». Виходить щомісяця (окрім липня і серпня).

## Тематика
Основна тематика часопису пов'язана з вихованням у дітей християнської моралі. Виклад проводиться у вигляді у цікавих розповідей, коміксів, малюнків, кросвордів. Розглядаються різні морально-етичні теми, які актуальні у середовищі дитячого читача.
У кожному номері часопису — додаток-саморобка. 

## Автори
Мовознавчу рубрику «Зернятко слова» у журналі вела письменниця і науковець-філолог Олександра Малаш.